# Macrhybopsis gelida
Macrhybopsis gelida là một loài cá vây tia trong họ Cyprinidae. Đây là loài đặc hữu của Hoa Kỳ.